# Одзаки, Юкио
Юкио Одзаки (яп. 尾崎 行雄; 24 декабря 1858 — 6 октября 1954) — японский либеральный политик.

## Биография
В возрасте 20 лет начал работать как журналист, редактируя газету в Ниигата. В 1880 переехал в Токио, где получил должность в бюро статистики. В 1885 был избран в собрание префектуры Токио.
В 1890 году избран в Парламент Японии. Впоследствии переизбирался в парламент 25 раз и был парламентарием в течение 63 лет, что является японским и мировым рекордом.
В 1898 был назначен министром образования, но вскоре вынужден уйти в отставку.
В 1903—1912 годах был мэром Токио.

## Награды
- Орден Восходящего солнца